# Жёлтый платочек счастья (фильм, 2008)
«Жёлтый платочек счастья» (англ. The Yellow Handkerchief) — художественный фильм режиссёра Удаяна Прасада по рассказу Пита Хэмилла, ремейк одноимённого японского фильма «幸福の黄色いハンカチ», снятого Ёдзи Ямадой в 1977 году. Премьера состоялась 19 января 2008 года на фестивале Сандэнс.

## Сюжет
Это история Бретта Хэнсона (Уильям Хёрт) — он только что вышел из тюрьмы и отправляется в путешествие без какой-либо цели. Он не может вернуться к любимой женщине. По дороге он встречает двух подростков: Марти (Кристен Стюарт) и Горди (Эдди Редмэйн). Они покинули свой дом, чтобы найти лучшую судьбу. Втроём они едут на встречу будущему.

## Выход в прокат
Премьера фильма состоялась на кинофестивале Санденс в январе 2008 года. На экраны кинотеатров он попал в ноябре 2008 года, когда состоялась премьера популярного фильма «Сумерки», в котором также играла Кристен Стюарт. «Жёлтый платочек счастья» повторно появился в кинотеатрах в феврале 2010 года, что связано с ажиотажем вокруг Кристен Стюарт. Актриса сама финансировала рекламную кампанию своего старого фильма и организовала ещё одну премьеру. В общей сложности второй показ принес лично ей более 1 миллиона долларов.

## В ролях
- Уильям Хёрт — Бретт Хэнсон
- Кристен Стюарт — Мартин
- Мария Белло — Мэй
- Эдди Редмэйн — Горди
- Каори Момои — владелица мотеля